# Scott Handley
Pour les articles homonymes, voir Handley (homonymie).
Scott Handley, né le 16 janvier 1975 à Oxford, est un joueur professionnel de squash représentant l'Angleterre. Il atteint en février 2000 la 41e place mondiale sur le circuit international, son meilleur classement.

## Biographie
En 2002, il se qualifie pour les championnats du monde et s'incline au premier tour face à Mansoor Zaman en cinq jeux.